# Legio I Flavia Gallicana Constantia
La Legio I Flavia Gallicana Constantia fu una legione romana dell'epoca della tetrarchia, in seguito alla riforma costantiniana dell'esercito romano (324-337) trasformata in legio pseudocomitatensis.

## Storia
La I Flavia Gallicana Constantia è citata nella Notitia dignitatum come l'unità di stanza a Constantia (moderna Coutances, Francia) agli ordini di un prefetto dipendente dal Dux tractus Armoricani et Neruicani.
Il nome suggerisce che sia stata arruolata da Costanzo Cloro (293-306), che governava appunto sulla regione gallica.